# Kleine grijze snip
De kleine grijze snip (Limnodromus griseus) is een vogel uit de familie strandlopers en snippen (Scolopacidae).

## Kenmerken
Het verenkleed van deze 29 cm lange vogel heeft een grijsbruine bovenzijde en een roodbruine onderzijde met donkere vlekken. De buik en de wenkbrauwstreep hebben een witte kleur.

## Verspreiding en leefgebied
Deze soort komt voor in noordelijk Noord-Amerika en telt drie ondersoorten:
- L. g. caurinus: zuidelijk Alaska en zuidelijk Yukon (noordwestelijk Canada).
- L. g. hendersoni: centraal Canada.
- L. g. griseus: noordoostelijk Canada.